# James Storm
James Allen Cox, meglio conosciuto con il ring name James Storm (Franklin, 1º giugno 1977), è un wrestler statunitense, tra il 2002 e il 2015 e di nuovo tra il 2016 e il 2017 e il 2020 e il 2021 , ha militato nella Total Nonstop Action.
In TNA ha vinto una volta il TNA World Heavyweight Championship e il TNA King of the Mountain Championship, sette volte l'NWA World Tag Team Championship (sei volte con Chris Harris e una volta con Christopher Daniels) ed altrettante volte il TNA World Tag Team Championship (cinque volte con Bobby Roode, una volta con Abyss e una volta con Gunner).

## Carriera
James Cox è stato anche un bravo giocatore di basket ed alle superiori iniziò a combattere nel wrestling amatoriale alle scuole superiori. La sua carriera di wrestler iniziò nel 1995, quando cominciò ad allenarsi sotto la guida di Slash, un maestro della categoria tag team.

### World Championship Wrestling, NWA e WXW (2000–2001)
Dopo vari anni nel circuito indipendente nel 2000 firmò un contratto con la World Championship Wrestling (WCW) e dove fece delle apparizioni a WCW Worldwide e a WCW Saturday Night dove combatté in tutto cinque match e dove assunse il nome di James Storm. 

Dopo la cessione della WCW alla WWF, nel 2001 combatté un match per la National Wrestling Alliance ed uno per la World Xtreme Wrestling vincendone uno solo.

### Total Nonstop Action Wrestling (2002–2015)

#### America's Most Wanted (2002–2006)

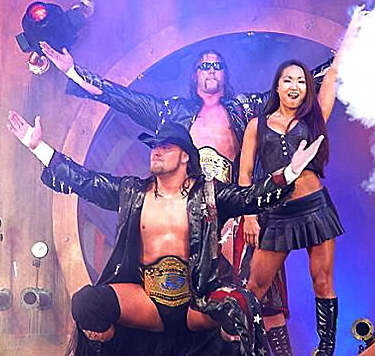
Gli America's Most Wanted: Storm (in basso), Harris (in alto) e Gail Kim (a destra).

Storm combatté contro il suo futuro compagno di tag team Chris Harris il 1º giugno 2002 e la TNA rimase ben impressionata dai due e li mise sotto contratto. Inizialmente furono ingaggiati per combattere in singolo ma ben presto la dirigenza decise di metterli in team e si fecero chiamare "America's Most Wanted". 

Storm apparì la seconda volta in TNA il 19 giugno 2002 nel corso del PPV inaugurale della federazione e ben presto Harris e Storm arrivarono al vertice della categoria di coppia fino a vincere il (18 settembre 2002) per la prima volta il titolo NWA World Tag Team Championship e che in seguito perderanno il 13 novembre 2002.
L'8 gennaio 2003 sconfiggono "The Disciples Of The New Church" (Brian Lee e Slash) e vincono il titolo per la seconda volta, titolo che rivincono il 25 giugno 2003 (sconfiggendo la Triple X di Christopher Daniels ed Elix Skipper) dopo averlo perso il 12 marzo 2003 (contro Elix Skipper e Lo Ki) e che in seguito perderanno il 27 agosto dello stesso anno contro Johnny Swinger e Simon Diamond.
Nel 2004 vincono e perdono il titolo ancora una volta insieme (il 3 giugno sconfiggendo Dallas e Kid Kash e perdendo il 7 luglio contro The Naturals (Andy Douglas e Chase Stevens) ed il 21 settembre Storm in coppia con Christopher Daniels sconfisse Chris Harris (l'ex compagno) e Primetime. Storm (e Christopher Daniels) persero il titolo contro Bobby Roode ed Eric Young del Team Canada.
Nel 2005 Storm ed Harris riformano la coppia e vincono il titolo sconfiggendo il Team Canada (Roode e Young il 16 gennaio), lo perdono contro The Naturals (26 aprile) e lo rivincono l'11 ottobre di nuovo contro Andy Douglas e Chase Stevens dei The Naturals poi, verso la fine dell'anno il duo fa un turn heel aiutando Jeff Jarrett a vincere il titolo NWA World Heavyweight Championship contro Raven e verso la metà del 2006 Storm vinse per la settima ed ultima volta il titolo NWA World Tag Team Championship mentre il compagno Harris si fermò sei Titoli in quanto in un match vittorioso dell'anno precedente non era in tag team con Storm 

Il duo si sciolse durante la puntata di Impact! del 14 dicembre 2006, quando alla fine di un match contro Homicide ed Hernandez, Storm colpì Harris con una bottiglia di birra ferendolo all'occhio destro.

#### Competizione singola (2007–2008)
Da singolo Storm ebbe una faida con Petey Williams e divenne face quando Jacqueline Moore fece il suo ritorno in TNA. Combatté poi una serie di match contro Williams, Eric Young, Sonjay Dutt, Rhino e lo stesso Harris prima di essere sconfitto a Sacrifice in un Texas Death match sempre dal suo ex tag team partner Harris. 

I due si ritrovarono sfidanti nella qualificazione preliminare per accedere al King of the Mountain match ed il match finì in doppio count-out. 

Dopo ciò, fece coppia con Robert Roode, per sconfiggere Eric Young e Rhino. Storm iniziò poi una faida con Rhino che culminò a Victory Road e dove Storm ebbe la meglio dopo che colpì Rhino con una bottiglia. Successivamente sconfisse ancora Rhino ad Hard Justice ed al No Surrender perse contro lo stesso Rhino per schienamento e dopo che quest'ultimo lo schiantò su un tavolo.
Verso il 2008 Rhino ebbe un infortunio e Storm accese una faida con Eric Young e quest'ultimo vinse per primo la cintura del TNA World Beer Drinking Championship (un titolo non riconosciuto ufficialmente dalla TNA e sullo stile della Million Dollar Belt per la WWE) e titolo che vinse sconfiggendo Young il 25 febbraio 2008 in un Ladder match. 

Una volta ripresosi, Rhino sfidò Storm ad un Elevation X match dove, secondo la kayfabe, Storm aveva le vertigini e infatti perse il match schiantandosi contro un tavolo ed infortunandosi a sua volta. 

Ritornato dopo diverse settimane, Storm attaccò Sting con una bottiglia di birra il 27 marzo mentre nella puntata del 4 aprile di Impact! e si unì al team Tomko che andò contro il Team Cage a Lockdown, perdendo.

#### Beer Money, Inc. (2008–2011)
Il tag team con Bobby Roode durò circa tre anni ed il duo vinse 4 titoli TNA World Tag Team Championship e di cui del quarto detengono il record di 212 giorni di regno per un totale di complessivo 446 giorni (senza considerare i 48 giorni della primavera dell'anno 2016 quando il tag team fu ricostituito). 

Ebbero faide con Jeff Hardy e Mr. Anderson, EV2, The Main Event Mafia, il Team 3D e The British Invasion. 

Fecero parte della Fortune e con essi ebbero una faida contro gli Immortal. 

Storm infine a Slammiversary IX difese uno titolo vinto con Roode avvalendosi di un partenr diverso (Alex Shelley) in quanto Roode era infortunato ed in quella occasione il team si chiamò Gun Money.

#### World Heavyweight Champion (2011–2012)
Storm prende parte alle Bound for Glory Series per determinare lo sfidante di Kurt Angle al PPV più importante dell'anno ed arriva tra i quattro finalisti ma a No Surrender viene eliminato in semifinale, sconfitto una squalifica contro Bully Ray ed il 21 settembre affronta il vincitore del torneo nonché il suo tag team partner Bobby Roode, venendo però sconfitto. 

Il 18 ottobre, nell'edizione di Impact successiva al PPV viene indicato da Sting per affrontare Kurt Angle, il quale ha difeso il titolo contro l'altro componente dei Beer Money (Bobby Roode) in un match titolato tenutosi la sera stessa e Storm riesce a sconfiggere Kurt Angle conquistando per la prima volta in carriera il titolo TNA World Heavyweight Championship e nella puntata successiva perde il titolo proprio contro Robert Roode. 

La settimana successiva Storm, prima di disputare la rivincita contro Roode si presenta sul ring sanguinante a causa di un attacco ricevuto nel backstage e perde l'incontro dopo essere quasi svenuto per il sangue perso. Nell'edizione del 17 novembre Storm viene attaccato da Kurt Angle che rivela di essere stato lui ad attaccare Storm prima del match titolato e verso la fine dell'anno durante il Final Resolution Storm sconfigge Angle in un match singolo.
Al Genesis, il primo PPV del 2012 viene di nuovo sconfitto da Kurt Angle e nella puntata di Impact! successiva a Genesis combatte in un match contro Jeff Hardy per decretare il primo sfidante al titolo TNA World Heavyweight Championship ma il match finisce in No contest poiché il campione Robert Roode mette ko l'arbitro. 

Il 12 febbraio ad Against All Odds Storm partecipa ad un four way match per il titolo TNA World Heavyweight Championship che vede partecipare anche il detentore Bobby Roode, Jeff Hardy e Bully Ray e dove Roode mantiene il titolo schienando Hardy. 

Il 13 febbraio ad Impact!, Storm sconfigge Bully Ray ottenendo una title shot per il titolo dei pesi massimi da sfruttare al Lockdown in uno steel cage match e prima di allora, affronta e sconfigge Bully Ray a Victory Road mentre ad Impact, il 29 marzo, si allea con Austin Aries in un tag team match contro lo stesso Bully Ray e Bobby Roode ed il 5 aprile sconfigge A.J. Styles. 

Il 15 aprile e giunto al match del Lockdown, Storm non riesce a riconquistare il titolo TNA World Heavyweight Championship e dopo aver accidentalmente buttato fuori dalla gabbia Roode con un Superkick deluso per la sconfitta scompare per un mese dalle scene.
A Slammiversary 10 ritorna e sconfigge Crimson, ponendo fine alla sua serie vincente che dirava da 470 giorni e durante l'episodio di iMPACT! successivo partecipa alle Bound for Glory Series in un Gauntlet match dove riesce a vincere l'incontro. Durante l'episodio del 21 giugno sconfigge Samoa Joe in un incontro valido per le Series ed alla fine del torneo (9 settembre) si ritrova tra i quattro finalisti (insieme a Samoa Joe, Jeff Hardy e Bully Ray), ma viene sconfitto da Bully Ray (che poi in finale perse contro Hardy).

#### TNA Tag team championship e faida con Mr. Anderson (2013–2014)
Nel 2013 Storm annuncia che sceglierà un partner per lottare in un fatal four-way tag team elimination match per i titoli di coppia contro i campioni Chavo Guerrero ed Hernandez, il team di Christopher Daniels e Kazarian e quello di Austin Aries con Bobby Roode e nella puntata di Impact successiva, si presentano Shark Boy e Robbie E a contendersi il posto di partner di Storm ma vengono entrambi messi KO da Gunner che infine Storm sceglie come compagno così a Slammiversary XI i due conquistano il titolo TNA World Tag Team Championship eliminando per ultimi Aries e Roode e titolo che perdono al successivo Bound for Glory (2013).
Nel 2014 si riconcilia con il suo ex compagno di coppia Bobby Roode e insieme a lui affronta Bully Ray e Gunner in un tag team match che vince per schienamento su Gunner ed a Sacrifice affronta Gunner in un "I Quit" match che perde dopo che Gunner gli ha inciso la faccia con un vetro di una bottiglia di birra. 

La settimana seguente interviene nel match fra Mr. Anderson e Gunner effettuando un Enzuigiri Kick su Mr. Anderson per sbaglio e facendo così vincere Gunner mentre la settimana successiva affronta Willow in un match che perde per squalifica dopo aver spinto l'arbitro Brian Ebner e mentre si allontana dal ring gli appare alle spalle Mr. Anderson che lo colpisce con una Mic Check. I due si affrontano in un match la settimana seguente dove vince Storm schienando Mr. Anderson dopo avergli sputato la birra negli occhi e averlo colpito con una Last Call.
La settimana successiva si reca in un bar per una gara di bevute con il suo rivale Mr. Anderson ed i due bevono birra fino a quando Storm è ubriaco mentre Anderson finge di esserlo, così alla fine Anderson rivela che nelle sue bottiglie non c' era birra ma acqua (Storm non si era accorto dato che andava Anderson a prenderle essendo d'accordo con la barista) e subito dopo si vendica su Storm che non è in condizione di lottare conducendolo poi nel parcheggio per schiantarlo contro un cassonetto dei rifiuti.
La settimana dopo Anderson si presenta sul ring travestito da Storm ed a questo punto dal backstage esce lo stesso Storm con un microfono i due cominciano a parlare. Anderson gli risponde ruttando nel microfono e quando Storm arriva sul ring e il diverbio culmina in una rissa vinta da Storm che stende Anderson con una nuova Last Call. 

A Slammiversary XII perde contro Anderson dopo molte interferenze dei Dallas Cowboy ed il 26 giugno ad Impact sconfigge Mr. Anderson sempre con un Last Call.

#### The Revolution ed il titolo di coppia con Abyss (2014–2015)
Dopo il match con Mr. Anderson Storm parla con Sanada chiedendogli se desidera rendere vacante il titolo TNA X Division Championship da lui detenuto per avere in cambio un match per il titolo di campione del mondo (TNA World Heavyweight Championship).
Il 20 giugno a Xplosion sconfigge Tigre Uno dopo un Eye of the Storm seguito da una Last Call e lo stesso giorno partecipa alla 20 man over the top rope battle royal per decretare il number one contender al titolo TNA World Heavyweight Championship ed arrivando ottavo dopo aver eliminato i suoi due rivali Mr. Anderson e Gunner ed essere stato eliminato da Bobby Roode.
Il 24 luglio 2014 The Great Muta debutta in TNA vincendo il suo match di debutto contro Robbie E e subito dopo il match suona la musica di James Storm il quale si avvicina al ring per parlare a The Great Muta ma che invece colpisce con dei pugni al viso e, ad un certo punto arriva di corsa Sanada con una sedia per difenderlo ed ottenendo la fuga di Storm mentre The Great Muta lo insulta. Ma Sanada a sorpresa colpisce Muta alla schiena prima con la sedia e poi con un Moonsault effettuando quindi un turn heel ed alleandosi con James Storm. 

Al Destination X Storm tiene un discorso per introdurre il suo nuovo protetto (Sanada) e prima che questi incominci il match contro Brian Cage e Crazzy Steve nel torneo per determinare il nuovo TNA X Division Championship ed il 7 agosto ad Impact introduce Sanada nel match in cui è in palio lo stesso titolo dell'X Division contro Samoa Joe e Low Ki e match che Sanada che perde dopo una sottomissione di Samoa Joe.
Ad One Night Only: Hardcore Justice 3 Storm affronta Bobby Roode, Eric Young, Gunner, Austin Aries e Magnus in un Six Sides of Steel Cage match per una title shot al titolo TNA World Heavyweight Championship che finirà in no contest ed il 27 agosto ad Impact introduce e fa da manager a Sanada che vincerà contro Austin Aries. Il 10 settembre ad Impact vince in coppia con The Great Sanada contro Tajiri e Austin Aries e dopo che Sanada colpisce Tajiri con un Superkick prima di schienarlo. Il 1º ottobre ad Impact introduce e fa da manager a Manik che batte Shark Boy e l'8 ottobre ad Impact sconfigge in coppia con The Great Sanada Low Ki e Tigre Uno dopo una Last Call su quest'ultimo e prima di schienarlo. 

A Bound for Glory vengono sconfitti da Tajiri e The Great Muta.
Il 19 settembre in coppia con Abyss sconfigge i The Wolves vincendo i titoli di TNA World Tag Team Championship.

### NXT (2015)
L'8 ottobre 2015 debutta nella WWE lottando a NXT e sconfiggendo Danny Burch con la Eight Second Ride.
Verso la fine di dicembre decide di non firmare con NXT e di ritornare in TNA.

### Ritorno in TNA (2016–2017)
Nell'ottobre 2016 forma insieme a Bram ed Eddie Kingston la stable Death Crew Council (DCC).
Dopo un anno, però, lascia nuovamente la federazione, stavolta definitivamente, nel novembre del 2017.

### National Wrestling Alliance
Storm entra a far parte del roster della National Wrestling Alliance nel 2019, dopo l'acquisto del brand da parte di Billy Corgan. Sfida l'NWA Worlds Heavyweight Champion Nick Aldis ma viene sconfitto. In seguito punta al National Heavyweight title, detenuto da Colt Cabana e questa volta riesce a conquistare la cintura.

## Personaggio

### Mosse finali
- Eight Second Ride (Air raid crush into a bulldog)
- Eye of the Storm (Spinning crucifix toss)
- Last Call (Superkick)

### Manager
- Gail Kim
- Jacqueline
- Ric Flair

### Soprannomi
- "The (Tennessee) Cowboy"
- "The legend Cowboy"

## Titoli e riconoscimenti
Frontier Elite Wrestling
- FEW Tag Team Championship (1 - con Chris Harris)

National Wrestling Alliance
- NWA North American Tag Team Championship (1 - con Shane Eden)

NWA Shockwave
- NWA Cyberspace Tag Team Championship (1 - con Chris Harris)

Pro Wrestling Illustrated
- 37º tra i 500 migliori wrestler singoli nella PWI 500 (2011)
- 12º tra i 500 migliori wrestler singoli nella PWI 500 (2012)
- PWI Tag Team of the Year (2004) con Chris Harris
- PWI Tag Team of the Year (2008) con Robert Roode

World Wrestling Council
- WWC World Tag Team Championship (1 - con Cassidy Riley)

Total Nonstop Action Wrestling
- TNA World Heavyweight Championship (1)
- NWA World Tag Team Championship (7 - 6 con Chris Harris - 1 con Christopher Daniels)
- TNA World Tag Team Championship (7 - 5 con Robert Roode - 1 con Gunner - 1 Abyss)
- World Beer Drinking Championship (2) titolo non riconosciuto dalla TNA
- Asylum Alliance Tag Team Tournament (2003) – con Chris Harris
- Team 3D Invitational Tag Team Tournament (2009) – con Robert Roode
- TNA Tag Team Championship Series (2010) – con Robert Roode
- TNA Joker's Wild 1

Wrestling Observer Newsletter awards
- Tag Team of the Year (2005) con Chris Harris
- Worst Worked Match of the Year (2006) TNA Reverse Battle Royal a TNA Impact!
- Worst Worked Match of the Year (2007) vs. Chris Harris in un Six Sides of Steel Blindfold match a Lockdown